# 保羅·托特里耶
保羅·托特里耶（法語：Paul Tortelier，1914年3月21日—1990年12月18日）是一位法國大提琴家、作曲家。

## 生平
保羅·托特里耶出生於巴黎一個布列塔尼人後裔的家庭，受到父母的鼓勵而開始接觸大提琴。12歲時，他進入著名的巴黎高等音樂院，跟隨Louis Feuillard與Gérard Hekking學習。16歲時，以一曲埃尔加协奏曲獲得校內比賽的優勝。1931年，托特里耶與拉穆勒管弦樂團合作爱德华·拉罗的協奏曲，這是他的職業生涯初登場。
1935–37年間，托特里耶在蒙地卡羅愛樂樂團擔任首席大提琴，與著名指揮者如瓦尔特、托斯卡尼尼等人合作，並且在樂團演出理查德·施特劳斯《唐吉軻德》時，負責重要的大提琴獨奏片段。此後托特里耶陸續服務於波士顿交响乐团（1937–40年）、巴黎音樂院管弦樂團（1946–47年）等。除了繁忙的樂團工作外，1938年起，托特里耶便固定以獨奏家身分在波士頓的市鎮廳演出。
1947年，他與指揮汤玛斯·比彻姆合作，在倫敦的理查德·施特劳斯音樂節演出《唐吉軻德》，演出受到好評。1950年，托特里耶接受了帕乌·卡萨尔斯的邀請，於普拉德節慶樂團（Prades Festival Orchestra）擔任首席大提琴。托特里耶曾表示，卡薩爾斯是影響他至深的大提琴家。
持續演奏事業的同時，托特里耶亦從事教學，曾陸續於巴黎高等音樂院（1956–69年）、富克旺根艺术大学（1969–75年）、尼斯音樂院（1978–80年）等校服務。托特里耶亦是北京中央音樂學院的榮譽教授。在巴黎時期，他與杰奎琳·杜·普蕾有一面之緣（但並非她的主要指導者），此外托特里耶的門生還有Arto Noras、Nathan Waks、Raphaël Sommer等人。
托特里耶於1990年12月18日因心臟病發逝世，享年76。

## 作品

### 錄音
托特里耶是EMI的獨家藝術家，曾兩次錄製巴赫無伴奏組曲，此外他著名的錄音還包括埃爾加協奏曲（與阿德里安·博尔特、伦敦爱乐乐团合作）、理查德·施特劳斯《唐吉軻德》等。

### 廣播與電視
七〇年代起，托特里耶與英国广播公司合作，製播了一系列大師班錄影，當中記錄了托特里耶相當鮮活的演奏風格與身影。

### 作曲
作曲家托特里耶的作品包括一首雙大提琴協奏曲（作於1950年）、變奏曲、交響曲《以色列》、D大調大提琴組曲，以及兩首大提琴與鋼琴奏鳴曲等。

### 編輯
經托特里耶編輯、注釋的巴赫無伴奏大提琴組曲，由Galliard印行（1966年）。

## 政治立場
以色列建國的事件影響托特里耶甚多，他曾與妻兒前往内坦亚附近的一個基布兹短暫居住，這次的經歷與見聞促成了交響曲《以色列》的創作。

## 個人生活
托特里耶有兩段婚姻，育有一子（楊·帕斯卡）一女（Maria de la Pau）。為了培養他們成為獨奏家，托特里耶未曾令子女接受國家教育。

## 軼事
- 身為法國人的托特里耶經常「勸阻」學生不要接觸法國作曲家的作品，而應該多練習「較有聽眾緣的」貝多芬與莫扎特。
- 在大提琴演奏之外，托特里耶喜愛吹奏長笛，並以單車運動做為日常消遣。
- 與姆斯季斯拉夫·罗斯特罗波维奇相仿，年長的托特里耶亦開始嘗試指揮。
- 大提琴的轉角尾針是托特里耶的創新（經常被誤以為出自罗斯特罗波维奇之手），這個改進使大提琴更加能夠「躺」在演奏者的腿間[2]。
- 托特里耶對子女寄望甚高，曾在電視訪問中被問及「若他們（指其一雙子女）沒有成功的獨奏事業，應該怎麼面對？」托特里耶回應，「這個嘛，一但你開始為敗北做規劃，你是不會成功的。」

## 外部連結
- 保羅·托特里耶的Discogs页面（英文）
- 保羅·托特里耶在互联网电影资料库（IMDb）上的資料（英文）